# Neosolieria sila
Neosolieria sila är en tvåvingeart som först beskrevs av Henry J. Reinhard 1958.  Neosolieria sila ingår i släktet Neosolieria och familjen parasitflugor. Inga underarter finns listade i Catalogue of Life.